# ديفيد دياز (ملاكم)
ديفيد دياز (بالإنجليزية: David Díaz)‏ مواليد 7 يونيو 1976 في شيكاغو، هو ملاكم أمريكي يصنف ضمن فئة الوزن الخفيف. حقق بطولة المجلس العالمي للملاكمة. شارك في دورة الألعاب الأولمبية الصيفية سنة 1996.

## إحصائيات
خاض خلال مسيرته 41 نزالا، فاز في 36 وتعادل في 1 وخسر في 4. فاز بالضربة القاضية في 17 نزالا.

## روابط خارجية
- ديفيد دياز على موقع بوكس ريك (الإنجليزية) (registration required)
- ديفيد دياز على موقع أوليمبيديا (الإنجليزية)